# Kampanische Dialekte
In der Vergangenheit wurden die Dialekte der italienischen Region Kampanien vielfach mit dem der Regionalhauptstadt Neapel, dem Neapolitanischen, gleichgesetzt. Die These, der neapolitanische Stadtdialekt unterscheide sich nur marginal von den in den ländlichen Gegenden Kampaniens verbreiteten Dialekten, gilt heute als widerlegt. Die Vielfalt der kampanischen Dialekte ist von Linguisten nur zum Teil systematisch erforscht.